# Rupert Friend
Rupert William Anthony Friend (Oxfordshire, 1 de octubre de 1981) es un actor británico. Fue elegido como «nuevo talento destacado» en los Premios Satellite de 2005.
Su papel más famoso posiblemente es el del Sr. Wickham en la película Orgullo y prejuicio donde conoció a Keira Knightley en 2005.   Posteriormente trabajó en The Libertine, como Billy Downs, un amigo joven y el amante de John Wilmot, segundo conde de Rochester, papel que interpreta Johnny Depp. En 2006 leyó el libreto de la película de James Bond Casino Royale, papel que lo involucraba en varias escenas pero finalmente no se llevó a cabo su actuación.
Sus más recientes apariciones se dan en la película El niño con el pijama de rayas (2008) en la que interpreta al teniente Kotler y en The Young Victoria en 2009, interpretando al príncipe Alberto.

## Biografía
Rupert Friend creció en Oxfordshire y estudió en la Escuela Marlborough en Woodstock. Luego asistió a la Escuela Cherwell y al Colegio Overbroeck en Oxford. También tomó clases en la academia de arte dramático londinense Webber Douglas. En diciembre del 2010 terminó su relación sentimental con la actriz británica Keira Knightley, a la que conoció en el rodaje de la película Orgullo y prejuicio.
Desde 2016 mantiene una relación marital con la actriz y modelo motivacional paralímpica Aimee Mullins, a quien conoció en 2013.

## Filmografía
| Año         | Película                                | Papel                  |
| ----------- | --------------------------------------- | ---------------------- |
| 2004        | The Libertine                           | Downs                  |
| 2005        | Orgullo y prejuicio                     | Mr. Wickham            |
| 2005        | Mrs. Palfrey at the Claremont           | Ludovic Meyer          |
| 2007        | The Moon and the Stars                  | Renzo Daverio/Spoletta |
| 2007        | La última legión                        | Demetrius              |
| 2007        | Outlaw                                  | Sandy                  |
| 2007        | Aprendiz de caballero                   | Alessandro Felice      |
| 2008        | Jolene                                  | Coco Leger             |
| 2008        | El niño con el pijama de rayas          | Teniente Kotler        |
| 2009        | Chéri                                   | Cheri                  |
| 2009        | The Young Victoria                      | Príncipe Alberto       |
| 2010        | Georgia                                 | Thomas Anders          |
| 2013        | Starred Up                              | Oliver                 |
| 2011 - 2017 | Homeland                                | Peter Quinn            |
| 2015        | Hitman: Agent 47                        | Agente 47              |
| 2017        | La muerte de Stalin                     | Vasili Stalin          |
| 2018        | At Eternity's Gate                      | Theo van Gogh          |
| 2022        | Obi Wan Kenobi                          | El Gran Inquisidor     |
| 2023        | Asteroid City                           | Montana                |
| 2024        | The American Society of Magical Negroes | Mick                   |